# 木村収
木村 収（きむら おさむ、1936年 - ）は、日本の地方財政学者。専門は地方財政学。

## 略歴
1958年広島大学政経学部卒業。1958年大阪市役所入庁。1976年自治省に出向し、税務局市町村税課課長補佐(1978年大阪市役所復帰)。1983年大阪市財政局次長。1985年大阪市財政局主税部長。1986年大阪市財政局長。1990年大阪市立大学事務局長。1992年大阪市経済局長。1994年大阪市退職。1994年大阪市立大学経済学部教授(1999年退職)。1995年阪南大学経済学部教授。2002年博士。
| スタブアイコン | サブスタブ | この項目は、まだ閲覧者の調べものの参照としては役立たない、人物に関連した書きかけの項目です。この項目を加筆・訂正などしてくださる協力者を求めています（P:人物伝/PJ:人物伝）。 |